# 436048 Fritzhuber
436048 Fritzhuber è un asteroide della fascia principale. Scoperto nel 2009, presenta un'orbita caratterizzata da un semiasse maggiore pari a 2,2227736 UA e da un'eccentricità di 0,0929000, inclinata di 4,81426° rispetto all'eclittica.
L'asteroide è dedicato all'astronomo amatoriale tedesco Fritz Huber.